# Группа Западных окраин
Гру́ппа За́падных окра́ин (бел. Краёвае кола Літвы і Русі, Кола польскіх дэпутатаў-канстытуцыяналістаў Літвы і Русі, Польска-літоўска-беларускае кола, Беларуска-літоўска-польскае кола) — объединение депутатов (в основном — католиков) из Западного края Российской империи в I, II, III и IV Государственных Думах Российской империи в период с 1906 года по 1917 год.
В идеологическом отношении до 1911 года это объединение депутатов в большинстве своём состояло из сторонников либерально-консервативного направления «краевой идеи» («краёвости»), а с 1912 года в её ряды вошли и сторонники идей польских национальных демократов (польские «эндеки»).

## Характеристика депутатской группы
Эта группа депутатов имела разные названия в I, II, III и IV Государственной Думе Российской империи, но неизменно сохраняла общие характеристики, в первую очередь — регион происхождения депутатов (Западные окраины России) и их вероисповедание.
В конфессиональных отношениях группа состояла из депутатов-католиков — единственным исключением был граф Лаврентий Станиславович Путткамер, который был кальвинистом. Численность группы в каждом последующем созыве Думы сокращалась, так как на каждых выборах с 1907 года российская власть ставила препятствия и вводила ограничения к избранию лиц неправославного вероисповедания и нерусской национальности. Только отдельные депутаты входили в состав группы несколько раз — большой была ротация состава группы в каждом новом созыве Думы, что объясняется теми же препятствиями и ограничениями со стороны официальных властей Российской империи.
В идеологических отношении, в 1911 году, группа в своем большинстве была сторонницей «краевой идеи» («краёвости») — её либерально-консервативного направления, а с 1912 года в её рядах значились и сторонники польской национально демократической партии (польские «эндеки»). Отдельные депутаты могли быть в Государственной Думе членами сразу двух парламентских групп.
В географических отношениях группа в I и II Государственной Думе состояла из депутатов, которые были избраны от губерний Западного края, где преобладали представители от Северо-Западного края (литовско-белорусских губерний); а в III и IV Государственной Думе — исключительно из депутатов от Северо-Западного края (литовско-белорусских губерний), где преобладали представители Виленской губернии.
В каждом новом созыве Государственной Думы группа имела новых лидеров: в I Государственной Думе во главе её стоял представитель Минской губернии, а в II, III и IV Государственной Думе — Виленской губернии.

## Название
Группа в I, II, III и IV Государственной Думе имела одновременно несколько вариантов своего названия на русском и несколько вариантов на польском языках.
В I-ой Государственной Думе группа опубликовала на русском языке свою программу, где сама группа официально назвала себя как «Парламентская группа западных окраин»:466 — Западный край (западные губернии) Российской империи имел одновременно и официальное, и разговорное название — «западные окраины». В русскоязычной прессе и повседневном обходе закрепилась сокращенное название «Группа западных окраин»:215:157, а также другое название «Территориальное коло»:466:162 (от польского "koło" — круг, кружок, сообщество).
Русскоязычные названия «Группа западных окраин» и «Территориальное коло» использовались для названия этой группы и во II Государственной Думе:466. В русскоязычной прессе и повседневной обиходе относительно группы в I и II Государственной Думе также использовались и более редкие названия — «Группа северо-западных и юго-западных окраин» и «Территориальное окраинное коло»:215.
Сама группа себя в I-ой Государственной Думе называла по-польски как «Koło Krajowe Litwy i Rusi» (т.е. «Краевой круг Литвы и Руси») или «Koło Poselskie Litwy i Rusi» (т.е. «Депутатский круг Литвы и Руси»), а во II Государственной Думе как «Koło Posłów Polaków Konstytucjonalistów z Litwy i Rusi» (т.е. «Круг польских депутатов-конституционалистов Литвы и Руси»):466:215:173. Такое название объяснялось тем, что местное католическое и польско-язычное дворянство Западного края, которое происходило от шляхты Речи Посполитой и было преемником её культуры и традиций, называло в своей среде «Западные губернии» как «Литва и Русь», пользуясь географической и топонимической терминологией времён Речи Посполитой.
В III Государственной Думе относительно группы применялась русскоязычная название «польско-литовско-белорусская группа" или "польско-литовско-белорусское коло», а сама себя она называла по-польски как «Польско-литовско-белорусское коло»:217:218, 270. А в IV Государственной Думе относительно группы применялась русскоязычное название «Белорусско-литовско-польская группа» или «Белорусско-литовско-польское коло», а самоназвание же было  по-польски «Белорусско-литовско-польское коло»:217:271.

## Группа в Первой Государственной Думе

### Состав
Группа оформилась 4 мая 1906 г. из числа депутатов-католиков, избранных в I Государственную Думу от западных губерний. Руководителем стал Александр Робертович Ледницкий. К руководству группы также относились князь Иероним Эдвинович Друцкий-Любецкий, Чеслав Карлович Янковский и граф Щенсный Адамович Понятовский:157.
В состав группы входили 19 депутатов-членов и 2 солидаризовавшихся с группой депутатов-католиков (Александрович и Жуковский):
1. Александр Робертович Ледницкий — Минская губерния
2. князь Иероним Эдвинович Друцкий-Любецкий — Минская губерния
3. Роман Александрович Скирмунт — Минская губерния
4. Евстафий Иванович Любанский — Минская губерния
5. Иван Иванович Вишневский — Минская губерния
6. Пётр Петрович Массониус — Минская губерния
7. Виктор Осипович Янчевский — Минская губерния
8. Чеслав Карлович Янковский — Виленская губерния
9. Болеслав Антонович Яловецкий — Виленская губерния
10. епископ Эдвард фон Ропп — Виленская губерния
11. Константин Казимирович Александрович — Виленская губерния
12. Михаил Станиславович Готовецкий — Виленская губерния
13. Богдан Брониславович Шахнo — Витебская губерния
14. Пётр Игнатьевич Пересвет-Солтан — Витебская губерния
15. ксендз Антоний Николаевич Сонгайло — Гродненская губерния
16. Мартин Мартинович Жуковский — Гродненская губерния
17. Станислав Александрович Горватт — Киевская губерния
18. Генрих Иванович Здановский — Киевская губерния
19. Щенсный Адамович Понятовский — Волынская губерния
20. граф Юзеф Потоцкий — Волынская губерния
21. граф Владимир Мечиславович Грохольский — Волынская губерния

В официальных думских анкетных данных все депутаты, члены группы, заявили себя как «поляки», кроме Готовецкого, который записался «литовцем»:466. Солидаризовавшийся с группой депутат-крестьянин Константин Александрович записал себя в анкете тоже как «литовец» и был членом  «Трудовой группы»; а другой депутат-крестьянин Мартин Жуковский записал себя  «поляком», и хотя также был членом  «Трудовой группы» и был расположен к «краевым взглядам» Конституционно-католической партии Литвы и Белоруссии:466:155. В то же время ксёндз Антоний Сонгайло написал в своей анкете, что он  «поляк», но сам ксёндз и вся группа считала его литовцем (точнее балтоязычным), сторонником литовского (балтоязычного) национально-демократического движения:466, 469.
Все депутаты группы (кроме Сонгайло, Жуковского и Александровича) были краёвцами-консерваторами:154-159. Из 21 депутата группы 9 человек были помещиками, 2 крестьянами, 2 ксендзами, 8 интеллигентами. Лидерские позиции в группе занимали депутаты от Минской губернии; избрание графа Понятовского в состав руководства группы объяснялось тем, что в группу вошли 4 депутата из юго-западных губерний, которые были состоятельными и авторитетными землевладельцами (Понятовский, Потоцкий, Грохольский и Горватт):157.

## Группа в Второй Государственной Думе

### Состав
Группа оформилась 28 февраля 1907 г. из числа депутатов-католиков, избранных в II Государственную Думу от западных губерний. Руководителем стал Михаил Венславский. К руководству группы также принадлежали граф Лаврентий Путткамер, Мариан Хелховский и Генрих Дымша:215:173.
В состав группы входили 11 депутатов-членов и один депутат-католик солидаризовался с группой (Пелейко):
1. Михаил Антонович Венславский — Виленская губерния
2. Станислав Александрович Ванькович — Виленская губерния
3. граф Лаврентий Станиславович Путткамер — Виленская губерния
4. ксендз Леонард Карлович Родзевич — Виленская губерния
5. Мариан Геркуланович Хелховский — Виленская губерния
6. Александр Станиславович Хоминский — Виленская губерния
7. Симон Викентьевич Пелейко — Виленская губерния
8. Станислав Станиславович Ячиновский — Гродненская губерния
9. граф Лев Лубенский — Могилевская губерния
10. Михаил Михайлович Бениславский — Витебская губерния
11. Генрих Клеофасович Дымша — Витебская губерния
12. Викентий Карлович Лисовский — Подольская губерния

В официальных думских анкетным данным все депутаты-члены группы заявляли себя как «поляки» :466-468.
Все депутаты группы (кроме Пелейко) были краёвцами-консерваторами:178.

## Группа в Третьей Государственной Думе

### Состав
Группа оформилась в ноябре 1907 из числа депутатов-католиков, избранных в III Государственную Думу от западных губерний. Руководителем стал Иосиф Монтвилл (1850-1911), который умер в 1911. На место Монтвила приехал из Виленской губернии в депутаты в Государственную Думу (Санкт-Петербург) Людвиг Охотницкий, получивший на выборах второе место после Монтвилла, а руководителем группы в 1911 г. был избран Казимир Завиша:216:218.
В состав группы входили 7 депутатов-членов:
1. Иосиф Станиславович Монтвилл / Людвиг Антонович Охотницкий — Виленская губерния
2. Станислав Александрович Ванькович — Виленская губерния
3. Генрих Ипполитович Свенцицкий — Виленская губерния
4. ксёндз Станислав Гилярьевич Мацеевич — Виленская губерния
5. Матвей Егорович Циунелис — Виленская губерния
6. Владислав Казимирович Есьман — Гродненская губерния
7. Казимир Александрович Завиша — Ковенская губерния

В официальных думских анкетным данным все депутаты-члены группы заявляли себя как «поляки», кроме Циунелиса, записавшего себе в анкете «литовцем»:216:218.
Все депутаты группы (кроме Циунелиса) были краевцами-консерваторами:218.

## Группа в Четвёртой Государственной Думе

### Состав
Группа оформилась в ноябре 1912 из числа депутатов-католиков, избранных в IV Государственную Думу от западных губерний, а по сути — из Виленской и Ковенской губерний. Руководителем стал граф Лаврентий Путткамер.
В состав группы входили 6 депутатов-членов:
1. граф Лаврентий Станиславович Путткамер — Виленская губерния
2. Витольд Иосифович Баньковский — Виленская губерния
3. Генрих Ипполитович Свенцицкий — Виленская губерния
4. ксёндз Станислав Гилярьевич Мацеевич — Виленская губерния
5. Матвей Егорович Циунелис — Виленская губерния
6. Феликс Феликсович Рачковский — Ковенская губерния

В официальных думских анкетных данных все депутаты-члены группы заявляли себя как «поляки», опять же кроме Циунелиса, и на этот раз записавшего себя «литовцем»:217:271.
В идеологических отношениях только Свенцицкий точно определяет себя как краевец-консерватор:271. Баньковский, Циунелис и Рачковский характеризовали себя "беспартийными". Граф Путткамер и ксёндз Мацеевич были сторонниками идей польских национальных демократов (польских «эндеков»), но не в полной мере, так как, в отличие от главных идеологов польских национальных демократов из думской группы «Польское коло», старались учитывать и этнокультурные особенности литовско-белорусских земель:271.